# Itame grossulariata
Itame grossulariata là một loài bướm đêm trong họ Geometridae.